# Mordheim
Mordheim es un juego de miniaturas de estrategia producido por la empresa multinacional británica Games Workshop publicado en 1999 que simula batallas entre bandas utilizando miniaturas. Las partidas se juegan sobre una superficie plana. El área de juego suele estar decorada con modelos y materiales que representan edificios en ruinas y terrenos. Los jugadores se turnan para realizar una serie de acciones con sus miniaturas: moverse, cargar, disparar armas a distancia, luchar y lanzar hechizos mágicos; los resultados de las cuales generalmente se determinan mediante tiradas de dados. Además del juego en sí, una gran parte de Mordheim se dedica al pasatiempo de coleccionar, montar y pintar las miniaturas del juego.
Usa el sistema de juego de Warhammer Fantasy Battle, pero en «escaramuzas», es decir, encuentros usando un número reducido de miniaturas por cada bando, en vez de las batallas con grandes regimientos típicas de Warhammer.
El equivalente de Mordheim en el universo de Warhammer 40,000 es Necromunda.

## Concepción
La idea del juego vino inspirada por el miedo al problema del año 2000 y al fin del mundo según los Mayas. Pirinen se inspiró en esta idea para crear un trasfondo en el que el mundo de Warhammer estuviera destinado a su fin. Como la compañía no le permitió destruir el mundo entero, optó por una alternativa: arrasar una ciudad, conocida como Mordheim.

## Historia de publicación
Mordheim, dentro de Games Workshop, pertenecía a la categoría «Juegos de Especialista». Fue diseñado por Alessio Cavatore, Tuomas Pirinen y Rick Priestley, y publicado por Games Workshop en 1999 como un juego en caja que incluía: escenografía de cartón, miniaturas y un reglamento.
En los siguientes años Games Workshop publicó diverso material para el juego en distintos medios: artículos de la revista White Dwarf, la revista online Town Cryer,el suplemento Mordheim: Annual 2002,el suplemento Empire in Flames (Imperio en llamas) en 2003,la revista Fanatic Magazine en 2004 y en 2005 la revista en línea Fanatic que sustituía a la anterior.
Games Workshop dejó de dar soporte al juego en 2004 y, en 2006, dejó de comercializar las miniaturas. Sin embargo, hasta finales de 2014, algunas de estas miniaturas aún estaban disponibles a través de su sello «Juegos de Especialista».
Desde 2014, el juego ha sido abandonado oficialmente por Games Workshop, pero la comunidad ha continuado añadiendo contenido de manera no oficial, Pirinen, señaló a la web Broheim como el lugar donde se encuentra el reglamento más actualizado tras la retirada del soporte por parte de Games Workshop. 

## Otros medios
En 2002 fue publicada la novela gráfica The Life and Time of Ulli & Marquand and Their Misadventures in Mordheim, City of the Damned ambientada en la ciudad de Mordheim, escita por Gordon Rennie y Gavin Thorpe dibujada por Mike Perkins, Karl Kopinski y Paul Jeacock.
En noviembre de 2015, la distribuidora francesa Focus Home Interactive y el estudio Rogue Factor, lanzaron para computadora personal un videojuego basado en Mordheim, llamado Mordheim: City of the Damned,y para PlayStation 4 y Xbox en octubre de 2016.
En mayo de 2017 salió un juego desarrollado por Legendary Games para Android e IOS llamado Mordheim: Warband Skirmish,y para Nintendo Switch en noviembre de 2018. 

## Trasfondo
La acción se sitúa en la ciudad de Mordheim, en el año 1999, unos 500 años antes de la cronología de Warhammer Fantasy. El Imperio se encuentra sumido en una guerra civil desde hace muchos años, no hay Emperador en el trono y los restos del Imperio son objeto de luchas intestinas. Ese mismo año un cometa de dos colas cae sobre la ciudad de Mordheim reduciéndola a cenizas y gentes de todo tipo se adentran en sus ruinas, conocidas ahora como la «Ciudad de los condenados», para recuperar trozos del cometa conocidos como «Piedra Bruja».

## Sistema de juego
Mordheim es un juego para dos o más jugadores. Cada jugador controla una banda compuesta por un grupo de héroes y de secuaces que combaten como una unidad táctica, aprovechando el entorno en su beneficio, siendo comunes acciones como ganar posiciones elevadas, ocupar puntos clave o buscar cobertura tras elementos del terreno. Cada miembro de la banda cuenta con unos atributos, habilidades y equipamiento que le permiten llevar a cabo tareas específicas.
Se pueden jugar encuentros aislados, pero normalmente se suele jugar mediante un sistema de campañas, donde unas partidas influyen en las siguientes, y el fin no es ganar cada partida individual, si no establecer una estrategia para llegar a imponerse en la campaña al resto de jugadores, generalmente teniendo como objetivo acumular más cantidad de «Piedra Bruja» que los rivales o ganar más puntos de victoria cumpliendo objetivos. A lo largo de la campaña, la banda va sufriendo bajas y contratando refuerzos, y cada miembro gana experiencia y evoluciona conforme avanzan las partidas, mejorando (o empeorando) sus atributos, y adquiriendo nuevas habilidades y equipamiento.
Mordheim se juega sobre un tablero compuesto por elementos de escenografía creados o adquiridos por los jugadores, simulando una ciudad medieval en ruinas. En ésta se despliegan las miniaturas (hasta un máximo de 20, dependiendo del tipo de banda), cada una de las cuales representa a uno de los miembros de la banda. Se trata de un juego por turnos, en los que cada jugador usa tiradas de dados para determinar el éxito o fracaso de sus acciones. 

## Bandas
A lo largo de las reglas, Games Workshop fue incorporando una variedad de bandas para jugar en los distintos escenarios. Según la web Broheim las bandas se dividen en tres tipos:
- Oficiales: Toda banda publicada por Games Workshop que se permitía usar en torneos oficiales.
- No Oficiales: Toda banda publicada por Games Workshop que no se permitía usar en torneos oficiales por no estar suficientemente equilibrada o testeada.
- Experimentales: Bandas no publicadas por Games Workshop.

Las bandas oficiales son las siguientes: Cazadores de brujas, culto de los poseídos, hermanas de Sigmar, mercenarios de Marienburgo, mercenarios de Middenheim, ,mrcenarios de Reikland, no muertos, skavens del clan Eshin,buscadores de tesoros enanos, mercenarios de Averland, mercenarios de Kislev, mercenarios de Ostland, orcos y goblins,feria ambulante del caos, incursores hombres bestia.

## Recepción y críticas
Es un juego muy apreciado entre los aficionados a los títulos de Games Workshop y recordado como uno de los mejores de la compañía,sin embargo Mordheim es también objeto de ciertas críticas entre algunos de los jugadores y aficionados a los juegos de guerra. El principal argumento de los críticos de Mordheim es la aleatoriedad del juego, su desequilibrio y la falta de balance entre las distintas bandas.
Por otro lado, para Games Workshop, el hecho de que en el reglamento básico del juego se explicara cómo construir edificios con cartón y que cualquier miniatura de cualquier compañía pudiera usarse en el juego, hizo que la producción de material específico para Mordheim no fuera tan rentable en comparación con otros juegos o que esta filosofía no casara con la forma de actuar de la empresa, por lo que el juego estuvo pocos años a la venta en comparación con otros de la compañía.